# 朱明国
朱明国（1957年5月—），广东保亭（今海南省五指山市）黎族人。曾任广东省政协主席、中共广东省委副书记兼省委政法委书记、重庆市公安局局长。曾是中国共产党第十八届中央委员会候补委员，2015年被开除党籍和公职，移送法办。2016年11月，被判处死刑，缓期两年执行。

## 简历
1974年担任教员。1984年升任广东省海南自治州委组织部副部长，1988年，升任海南省委组织部副部长。1993年，任海南省文昌县委书记；次年兼任县长。1995年，升任文昌市委书记兼市长，并参加中央党校中青年干部培训班。1998年，任海南省副省长。2001年，升任中共重庆市委常委兼公安局局长。2006年，改任中共广东省委常委兼省纪委书记。2010年，升任中共广东省委副书记并兼任广东省社会工作委员会主任，暫時平息烏坎事件。2012年，连任中共广东省委副书记并兼任省委政法委员会书记。2013年1月，任广东省政协主席。2013年11月，不再兼任中共广东省委副书记、常委职务。

## 落马
2014年11月28日，中纪委通报，广东省政协主席朱明国涉嫌严重违纪违法，目前正接受组织调查，五天後中共中央決定免去其領導職務，翌年1月13日在廣州舉行的政協第十一屆廣東省委員會常務委員會第九次會議表決通過。
据报道，“办案人员在其家中搜出大量黄金、钞票，用箱子分装在一起，足足拉了十余车。其中有部分钞票都受潮发霉。”
2015年2月17日，中纪委通报，朱明国利用职务上的便利，在干部选拔任用、企业经营等方面为他人谋取利益，收受巨额贿赂、严重违反计划生育政策，其中受贿问题涉嫌犯罪。根据《中国共产党纪律处分条例》和参照《行政机关公务员处分条例》有关规定，经中央纪委常委会议研究并报中共中央政治局会议审议，决定给予朱明国开除党籍、开除公职处分；将其涉嫌犯罪问题、线索及所涉款物移送司法机关依法处理。给予其开除党籍处分待召开中央委员会全体会议时予以追认。
2016年5月25日，广西柳州市中级人民法院公开开庭审理了广东省政协原主席朱明国受贿、巨额财产来源不明一案。公诉机关指控朱明国收受各项财物共计折合人民币1.41亿余元，另有9104万余元的财产不能说明来源。2016年11月11日，广西柳州中院公开宣判，朱明国犯受贿罪，判处死刑，缓期二年执行，剥夺政治权利终身，并处没收个人全部财产；犯巨额财产来源不明罪，判处有期徒刑八年。法院决定执行死刑，缓期二年执行，剥夺政治权利终身，并处没收个人全部财产。
2017年12月21日，曾向朱明国买官的汕头市委原常委、纪委书记邢太安涉嫌受贿、行贿、巨额财产来源不明一案在柳州市中级人民法院公开开庭审理。柳州市人民检察院指控，邢太安曾为感谢时任中共广东省委常委、副书记、纪委书记朱明国在其职务调整方面提供的帮助，并请托朱明国在其职务调整上继续予以关照，于2013年中秋节期间，在海南省五指山市畅好乡朱明国的家中送给朱明国现金500万元。

## 个人生活
朱明国是黎族人，出身于农民家庭。他有1个姐姐和2个弟弟、1个妹妹。他和朱丽花结婚后育有一子，2014年时有20多岁。
据悉，朱明国一直视王林为恩人。朱在海南任职时曾遭人举报，找到王帮他“脱险”，王表面上在地下室连续“作法”三天三夜，实则利用他的官场关系网，助朱明国过关。每逢王生日，朱都会带着东西去芦溪王府，一度送王勃朗宁手枪和黄金。